# Льєзька королівська консерваторія
Льє́зька королі́вська консервато́рія (нід. Koninklijk Conservatorium Luik, фр. Conservatoire royal de Liège «Королівська консерваторія Льєжа») — одна з чотирьох консерваторій франкомовної Бельгії, розташована у місті Льєжі.

## Історія
Основа майбутньої консерваторії була закладена в 1826 установою за указом короля Нідерландів Віллемом I  Королівської школи музики та співу. Школа відкрилася у 1827 році, маючи у своєму складі всього 10 викладачів та 35 учнів. Після здобуття Бельгією незалежності вона була 10 листопада 1831 р. перетворена на Льєжську королівську консерваторію, ставши першою з чотирьох Королівських консерваторій країни. До 1850 року у Льєжській консерваторії навчалося вже 200 учнів, працювали 23 викладачі, до 1873 року кількість учнів зросла до 316.
1877 року святкування 50-річчя консерваторії вилилося в грандіозний музичний фестиваль у присутності королівської родини. Після цього було ухвалено рішення про будівництво для консерваторії нової будівлі, яка була здана в експлуатацію у 1887 році. Інавгураційні концерти також стали великою подією в музичному житті країни; Особливу увагу музичної критики привернув спільний виступ чотирьох видатних скрипалів країни: Мартена Марсіка, Ежена Ізаї, Сезара Томсона та Родольфа Массара.
Зал консерваторії є основним концертним майданчиком Льєзького філармонічного оркестру.

## Очільники консерваторії
- 1827-1862 : Луї Жозеф Доссуань
- 1862-1871 : Етьєнн Субр
- 1872-1911 : Жан Теодор Раду
- 1911-1925 : Жозеф Мішель Сільвен Дюпюї
- 1925-1938 : Франсуа Расс
- 1938-1963 : Фернан Кіне
- 1963-1976 : Сільвен Вуймен
- 1976-1986 : Анрі Пуссер
- 1986-2012 : Бернар Декез
- 2012-2014 : Стів Убан
- від 2014  : Натанаель Харк

## Відомі викладачі
- Юбер Леонар
- Сербулов Михайло Васильович
- Сезар Томсон

## Відомі випускники
- Ганс-Андре Штамм
- Г'юберт Шонбродт
- Олів'є Гурме
- Огюст Дюпон
- Камілло Еверарді
- Ежен Ізаї
- Юбер Леонар
- Андре Ріє
- Сербулов Михайло Васильович
- Сезар Томсон
- Сезар Франк